# Порпорела
Порпорела је најпознатији део дубровачког старог градског језгра и омиљена плажа. На њој се налазе клупе за одмарање и црвени светионик. Са Порпореле пуца поглед на острво Локрум, Плоче-Иза Града иу даљини Цавтат.

## Име
Име Порпорела изведено је из латинске речи purpure, што преведено на српски значи вештачка серија гребена, острваца, стена или обала грађена од серије гребена. Први пут се помиње у венецијанским изворима 26. јануара 1281, а у Дубровнику се 1367. помиње под именом porporaria. Из те је речи изведено данашње име Порпорела.

## Историја
По налогу поморско-лучке управе из Трста (Италија), која је у том периоду била под влашћу аустро-угарске владе, године 1873. започињу радови на лукобрану Порпорела.
Године 1879, јако је олујно невреме праћено великим таласима на Порпорелу избацило камен масе 3.159 килограма, који је потом уграђен у лукобран., а данас представља својеврсну атракцију.

## Порпорела данас
На Порпорели се годинама одржавала Дивља лига, шампионат дубровачких плажа у ватерполу. Са ове плаже били су тимови Порпорела (уз Данче и Пенатур оснивач Дивље лиге), Увалица и Порат Профундис. Порпорела је освојила шампионат дубровачких плажа 1950. и 2007. године.
Традиција ватерпола на Порпорели је гасећа. Тако 2013. ниједна екипа са Порпореле није наступала у Дивљој лиги. 2014. ниједна утакмица Дивље лиге није одржана на Порпорели нити је учествовала иједна екипа са Porporele. Ватерполски терен уопште није ни постављен.
Плажа је санирана 2013. године.